# Eyeglass Cirque
Der Eyeglass Cirque (englisch für Okularkessel) ist ein Bergkessel im ostantarktischen Viktorialand. Er liegt 3 km östlich des South America Glacier auf den südlichen Kliffs der Kukri Hills.
Das New Zealand Geographic Board benannte den Bergkessel 1993 wie zahlreiche weitere Objekte in der Umgebung nach Begriffen aus der Geodäsie. In diesem Fall handelt es sich um das Okular eines geodätischen Teleskops.